# Jo Aleh
Jo Aleh (ur. 15 maja 1986 w Auckland) – nowozelandzka żeglarka sportowa, złota medalistka olimpijska z Londynu, mistrzyni świata.
Zawody w 2012 były jej drugimi igrzyskami olimpijskimi, debiutowała w 2008 w Pekinie (w klasie Laser Radial). Po medal w Londynie sięgnęła w rywalizacji w klasie 470, gdzie jej partnerką była Olivia Powrie. Wspólnie z nią w 2007 została mistrzynią świata w klasie 420 oraz srebrną (2010) i brązową (2011) medalistką mistrzostw świata w klasie 470.